# 生月長瀬鼻灯台
生月長瀬鼻灯台（いきつきながせはなとうだい）は、長崎県平戸市の生月島西端にあるロケット型のデザイン灯台。月に向かって飛行するイメージでデザインされた。付近には長瀬八洞や、はなぐり洞門などの海蝕洞がある。

## 歴史
- 1992年（平成4年）3月20日 - 初点灯[1]。